# Guram Odisharia
Guram Odisharia (en georgiano გურამ ოდიშარია; Sujumi, 24 de septiembre de 1951) es un poeta y novelista georgiano, ministro de Cultura de Georgia en 2012-2014.

## Biografía
Guram Odisharia se graduó en el departamento de Historia y Filología de la Universidad de Sujumi en 1975. En varias ocasiones ha sido corresponsal de radiodifusión de Abjasia, reportero del periódico regional de Abjasia, consultor de la Rama de la Unión de Escritores en dicha región, editor de la revista Ritsa y director de la rama abjasia de la editorial Merani.
Odisharia pasó todo el período de la guerra de Abjasia en Sujumi, dejando su ciudad natal el 27 de septiembre de 1993, el día en el que cayó la ciudad. Desde entonces ha participado regularmente en las conversaciones de paz entre Georgia y Abjasia, habiendo recibido el estatus de «Embajador de la Paz» en 2008. En 2012 fue nombrado ministro de Cultura y Protección de Monumentos de Georgia, ocupando el cargo hasta 2014.

## Obra
Guram Odisharia es autor de nueve colecciones de poesía, diez libros en prosa y varias obras de teatro, películas y guiones de televisión. 
Su primer poema se publicó en 1969 pero es más conocido por sus novelas El océano del Mar Negro, Regreso a Sujumi y El gato del presidente. Su poesía y su prosa están muy influenciadas por las imágenes de su ciudad natal, Sujumi, y la costa del Mar Negro, que a menudo juegan un papel destacado en sus obras literarias. La obra de teatro El mar que está tan lejos, basada en la novela El océano del Mar Negro, fue escenificada por el director georgiano Temur Chkheidze y galardonada como la mejor obra de teatro de 2014. Tanto la novela como la obra de teatro fueron muy bien recibidas no solo por el público georgiano, sino también por la sociedad abjasia.
Las obras de Odisharia se han traducido al inglés, alemán, ruso, ucraniano, abjasio, turco, armenio e italiano y se han publicado en varios países.